# Власюк Олександр Іванович
Олекса́ндр Іва́нович Власю́к, відомий як Сашко́ Лі́рник — казкар-лірник, інженер-будівельник та кораблебудівник, колишній учасник київського гурту «Вій», сценарист, актор, телеведучий, автор телепрограм. Був членом журі фестивалю авторської пісні «Срібна підкова», постійний учасник фестивалів «Країна Мрій», «Шешори», «День Незалежності з Махном», «Етноеволюція», «Трипільське коло». Володар почесного звання «Заслужений працівник культури України». Володіє такими музичними інструментами, як колісна ліра, гітара. Має учнів в Україні, Росії та США. Брав участь у багатьох етно- та музичних фестивалях як казкар-лірник. Автор сценарію та ініціатор створення фільмів «Чорний козак» та «Пекельна Хоругва, або Різдво Козацьке», мультсеріалу «Моя країна — Україна».

## Життєпис
Народився Сашко Лірник 24 січня 1963 року в місті Умань, де мешкав у старому будинку родини графа Потоцького. У 1985—1996 проживав у Росії, в Мурманську, де створив українське культурне товариство. Зрештою повернувся в Україну, мешкає у Києві.
В 1999—2002 роках — автор і ведучий телепередачі «Казки лірника Сашка».

З 2009 року — автор і ведучий програми для дітей «Світанок» на каналі ICTV. У грудні 2011 року програма для дітей «Світанок» на каналі ICTV була закрита.
З 2014 по 2017 рік — автор і ведучий телепередачі «Казки Лірника Сашка» на телеканалі «Перший UA».
З 2017 року ведучий програми для дітей «Дрімайко» на радіо «Країна ФМ».
З 2022 по 2024 роки автор і ведучий програми «Казки Лірника Сашка» на Польському радіо для України

#### Творчість
2003 року диск «Казки лірника Сашка для дорослих і дітей» був визнаний найкращим альбомом України (опитування журналу «Політика і культура»).
Сашко Лірник написав і поставив  чотирнадцять «Зіркових вертепів» 2008, 2009, 2010, 2011, 2012, 2014, 2016, 2015, 2017, 2018, 2019, 2020, 2021, 2024 років на фестивалях «Карпатія» і «Країна Мрій».
Записував пісні з гуртами «Рутенія», «Чур», «Вій», «Кому Вниз», "Очеретяний Кіт" знявся у кліпі гурту «Тінь Сонця».
2011 року у видавництві Олега Петренка-Заневського «Сіма видає» вперше вийшла книжка «Казки Лірника Сашка». 2013 року це видання на Інтернаціональній виставці ілюстраторів дитячої книжки «Mostra degli Illustratori» (Болонський дитячий книжковий ярмарок) було обране до 50 найкращих художніх творів з понад 3200 заявлених зі всього світу. 2014 року вийшла книжка «Казки Лірника Сашка» (видавництво «Зелений Пес»), яка стала лідером в рейтингу українських книжок.
Сашко Лірник написав і поставив «Зірковий Новорічний Вертеп» на Майдані Незалежності в Києві 2014 року, який визнано найкращим новорічним шоу в Україні 2014 року.
2014 року на екрани вийшов мультсеріал «Моя країна Україна» за сценарієм Сашка Лірника — 26 серій, який він і озвучував і є головним героєм разом із своїм котом Воркотом.
2013 року за сценарієм Сашка Лірника знято мультиплікаційний фільм «Щедрик», який з успіхом іде на Різдвяні свята на телебаченні в Канаді і США.
2017 року в Канаді відбулася прем'єра вистави Лірника Сашка «Про дівчинку Варочку, запроданого козака і срібний грошик».
2018 року вийшов другий том «Казки Лірника Сашка» у видавництві «Зелений Пес». Книжка стала лідером продаж Львівського форуму видавців і Книжкової Толоки в Запоріжжі.
2018 вийшов фільм за мотивами казки Сашка Ліринка «Про вдову Ганну Шулячку, Чорного Козака і страшне закляття» був знятий художній фільм «Чорний козак», в якому він грає одну із ролей.Сашко Лірник був сценаристом фільму. Режисером стрічки став Владислав Чабанюк.
Сценарій Лірника Сашка «Пекельна Хоругва, або Різдво Козацьке» визнано одним із найкращих кіносценаріїв України в категорії "Ігрові дитячі фільми
". За цим сценарієм у 2018—2019 роках було знято фільм «Пекельна Хоругва».
2019 року переміг в конкурсі найкращих українських фільмів і серіалів «Знято в Україні» в номінації «Сценаристи. Глядацький рейтинг» і отримав нагороду «Золотий квиток».
2020 року вийшла книжка «Пухнасті казочки» авторства Лірника Сашка, з ілюстраціями Василя Власюка. Книжка написана одночасно двома мовами- українською і англійською.
2020 року сценарій Сашка Лірника «Пекельна Хоругва, або Різдво Козацьке» отримав премію імені Лесі Українки, як найкращий сценарій художнього фільму для дітей і юнацтва
2021 році отримав "Золоту Дзигу" в номінації "Приз глядацьких симпатій" за фільм "Пекельна Хоругва ,або Різдво Козацьке"
Постійний організатор, сценарист-постановник і учасник дитячих свят на Миколая у Києві, Відні, Варшаві, Монреалі, Торонто і Празі.

## Волонтерська діяльність
Сашко Лірник постійно виступає з концертами по всій Україні, а також в школах, дитбудинках, інтернатах. Веде активну волонтерську роботу по допомозі українським військовим і дітям. Часто їздить на передній край фронту з концертами, організовує волонтерську допомогу.
Організатор «Агітпотягу на Схід».
Організовував і проводив концерти для бійців в Мар'їнці, Красногорівці, Пісках, Маріуполі, Широкиному, на шахті «Бутовка», Авдіївці, Волновасі, і т. д.
2016 року за волонтерську роботу і виступи на фронті отримав нагороду Генерального Штабу ЗСУ «За заслуги перед Збройними Силами України».
2019 року за значний особистий внесок у державне будівництво, зміцнення національної безпеки, культурно-освітній розвиток Української держави, вагомі трудові досягнення, багаторічну сумлінну працю нагороджений орденом «За заслуги» III ступеня.
Автор ідеї, організатор і режисер-постановник концерту для ветеранів АТО до 25-ліття Збройних Сил України в Києві. В концерті вперше в Україні найвідоміші українські рок-гурти («Брати Гадюкіни», «Тінь Сонця», «Вій», «От Вінта», «Багіров Бенд») виступили разом з Оркестром ЗСУ і зіграли спільно свої композиції.
В 2024 році організував ,був режисером- постановником і ведучим концерту «Рок за перемогу» в Жовтневому палаці в Києві разом із Заслуженим показовим оркестром ЗСУ і рок гуртами «Вій», «Тінь Сонця», «От Вінта», «Крутий заміс», «Сестри Тельнюк», «ТІК»

## Твори
Альбоми (CD)
- Лірник Сашко — «Казки лірника Сашка» (аудіокнига MP3), присвятив своєму батькові — Власюку Івану Семеновичу;
- Лірник Сашко — «Дорослим і дітям» (аудіокнига MP3);
- Лірник Сашко — «Химерні оповіді» (аудіокнига MP3);
- Лірник Сашко — «Казки для старшеньких» (аудіокнига МР3);
- Лірник Сашко — «Музика і пісні з казок Лірника Сашка» (аудіокнига МР3);

Казки
Лірник Сашко  "Пухнасті казочки"
- Олександр Власюк. Казки лірника Сашка. — ВД АДЕФ-Україна на замовлення видавництва Олега Петренка-Заневського «Сіма видає», 2011. — 32 с. — ISBN 978-966-2036-03-9.
- Сашко Лірник. Казки Лірника Сашка. — К.: Гамазин, 2014. — 72 с. — ISBN 978-966-279-010-8.
- Лірник Сашко  "Казки Лірника Сашка 2 том" -  Гамазин - 72 с
- https://knygy.com.ua/index.php?productID=9789662790788 [Архівовано 28 січня 2019 у Wayback Machine.]
- Лірник Сашко  "Пухнасті казочки"  2020 - 32 с -  "Зелений Пес"
- Лірник Сашко "Серце Шувара" 2021  - 40 с  - "зелений Пес"
- Лірник Сашко "Доктор Крапелька. Лікарський детектив" - 72 с "Зелений Пес", 2023
- Лірник Сашко "Казки для дорослих" - 240 с "Зелений Пес",2024

Сценарії
- Художній фільм «Пекельна Хоругва, або Різдво Козацьке» (2019).
- Повнометражний мультфільм «Про чотири роги і козацький рід»[1].
- Музичний кліп Олега Скрипки «Щедрик».
- Спектакль «Чорний Козак» для українського театру в Торонто.
- Сценарії мультсеріалу «Моя країна Україна»
- Сценарій "Варочка і срібний грошик" для українського театру в Торонто
- Сценарій "Чарівний айфон" для дитячого театру в Чернівцях
- Сценарій "Найкращий друг" для лялькового театру в Торонто

Інше
- Для Українського радіо записав «Ніч перед Різдвом».
- Для Радіо Країна ФМ записав 102 програми "Дрімайко" 2017-2021 р.
- Для "Польське радіо для України" записав 390 програм "Казки Лірника Сашка" 2022-2024 р.

## Премії, відзнаки та нагороди
- 2000 — дитячим журі обраний «найкращим дитячим письменником України».
- 2009 — Указом Президента України надано почесне звання «Заслужений працівник культури України».[10].
- 2010 — приз глядацьких симпатій та лауреат кінофестивалю «Відкрита Ніч» за найкращий сценарій (мультсеріал «Моя країна — Україна», який сам і озвучував).
- 2011 — перший лауреат номінації «Золоте перо», за рішенням дитячого читацького журі.
- 2014 — нагороджено ювілейною відзнакою «200 років з Дня народження Т. Г. Шевченка» за вклад в розвиток української культури.
- 2016 — нагорода Генерального Штабу ЗСУ «За заслуги перед Збройними Силами України»
- 2019 — нагороджений орденом «За заслуги» III ступеню
- 2019 — І місце глядацького рейтингу і «Золотий Квиток» Конкурсу кращих українських фільмів, серіалів і кінематографістів(2016—2018) «Знято в Україні» в номінації «Сценаристи»
- 2020 — премія імені Лесі Українки в номінації "Кінотвори для дітей та юнацтва"за найкращий сценарій фільму «Пекельна Хоругва, або Різдво Козацьке»
- 2021 -  "Золота Дзига" в номінації "Приз глядацьких симпатій" за фільм "Пекельна Хоругва ,або Різдво Козацьке"

## Громадянська позиція
Сашко Лірник є автором низки публікацій, в яких виступає послідовним критиком русифікації й толерантного ставлення до «ватників»:
|  | В Україні державна українська мова має мати підтримку з боку держави, а не опір. І не бутафорську, а справжню. Питання мови — питання стратегічного виживання нарівні із виробництвом своїх протитанкових ракет і бронетехніки. |

|  | Кожен хто дружить з ватником і підводить під це базу, що всі ми люді-чєлавєкі, повинен давати собі звіт в тому, що поруч нього і його дітей знаходиться потенційний чикатило, який не вбиває лише тому, що не випала зручна нагода. |

В той же час закликає вважати "українськими" діячів, що зробили вибір на користь російської мови, насамперед композитора П. Чайковського і письменника М. Гоголя.